# Ladies Asian Golf Tour 2005
De Ladies Asian Golf Tour 2005 was het eerste officiële seizoen van de Ladies Asian Golf Tour. Er stond één toernooi op de kalender.

## Kalender
| Data  | Data  | Toernooi                       | Stad   | Winnaar           | Score | Score | Info |
| ----- | ----- | ------------------------------ | ------ | ----------------- | ----- | ----- | ---- |
| 15-12 | 17-12 | Phuket Thailand Ladies Masters | Phuket | Nontaya Srisawang | 213   | –3    |      |